# هارييت سيلفيا آن هاولاند غرين ويلكس
هارييت سيلفيا آن هاولاند غرين ويلكس (بالإنجليزية: Harriet Sylvia Ann Howland Green Wilks)‏ هي نجمة اجتماعية أمريكية، ولدت في 7 يناير 1871 في هوبوكين في الولايات المتحدة، وتوفيت في 5 فبراير 1951 في مستشفى نيويورك في الولايات المتحدة.